# 化学反応

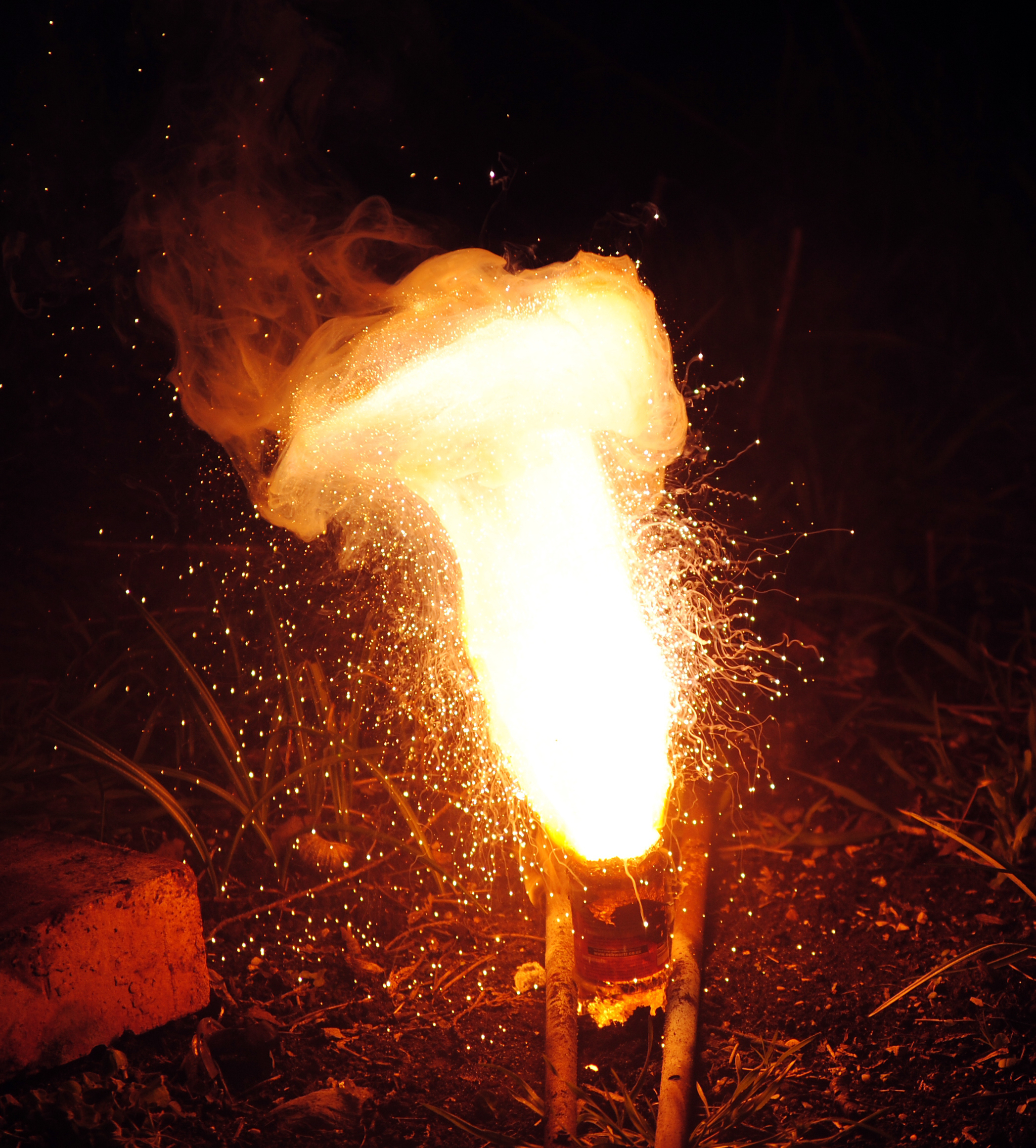
酸化鉄(III)を用いたテルミット反応。飛散する火花は、煙を引いて飛ぶ溶けた鉄の球体である。

化学反応（かがくはんのう、英: chemical reaction）は、ある一連の化学物質が別の化学物質へ化学的に変換する過程である。化学反応が起こると原子が再配置し、新しい生成物が生成されることでエネルギー変化を伴う。古典的な説明によれば、化学反応は原子間の化学結合の形成と切断による電子の位置の変化を指し、原子核（元素の構成要素）は変化せず、多くの場合、化学式で表すことができる。核化学は、電子と原子核の両方が変化が起こる可能性のある不安定な放射性元素の化学反応を扱う、化学の一分野である。
化学反応で最初に関与する物質（または物質群）を反応物または試薬と呼ぶ。化学反応は通常、化学的な変化を特徴とし、反応物とは異なる性質を持つ1つ以上の生成物を生成する。多くの場合、反応は一連の個別段階、いわゆる素反応で構成され、その正確な作用機序に関しては反応機構で説明される。化学反応は化学方程式で記述され、出発物質と最終生成物、場合によっては中間生成物や反応条件などを記号的に表現する。
化学反応は、所与の温度および化学物質の濃度の下で、特有の反応速度で進行する。熱を発生する反応は発熱反応と呼ばれ、反応を起こすために熱を必要とする場合は吸熱反応と呼ばれる。一般的に温度の上昇に伴って反応速度が増加する。これは、原子間の結合を切断するために、必要な活性化エネルギーに達するのに利用できる熱エネルギーが増えるためである。
反応は、酸化と還元が起こる酸化還元反応と、酸化も還元も起こらない非酸化還元反応に分類することができる。ほとんどの単純な酸化還元反応はさらに、複合反応、分解反応、単置換反応に分けられる。
化学合成においては、目的の生成物を得るために、さまざまな化学反応が行われる。生化学では、一連の連続した化学反応（ある反応の生成物が次の反応の反応物となる）が代謝経路を形成する。こうした反応の多くは酵素というタンパク質によって触媒される。酵素が生化学反応の速度を増加させるため、通常の条件下では不可能な代謝合成や分解が、細胞内における温度や濃度で起こるようになる。
化学反応の一般的な概念は、量子場理論で記述される核反応、放射性崩壊、素粒子間の反応など、原子よりも小さな実体間の反応にまで拡張されている。

## 歴史

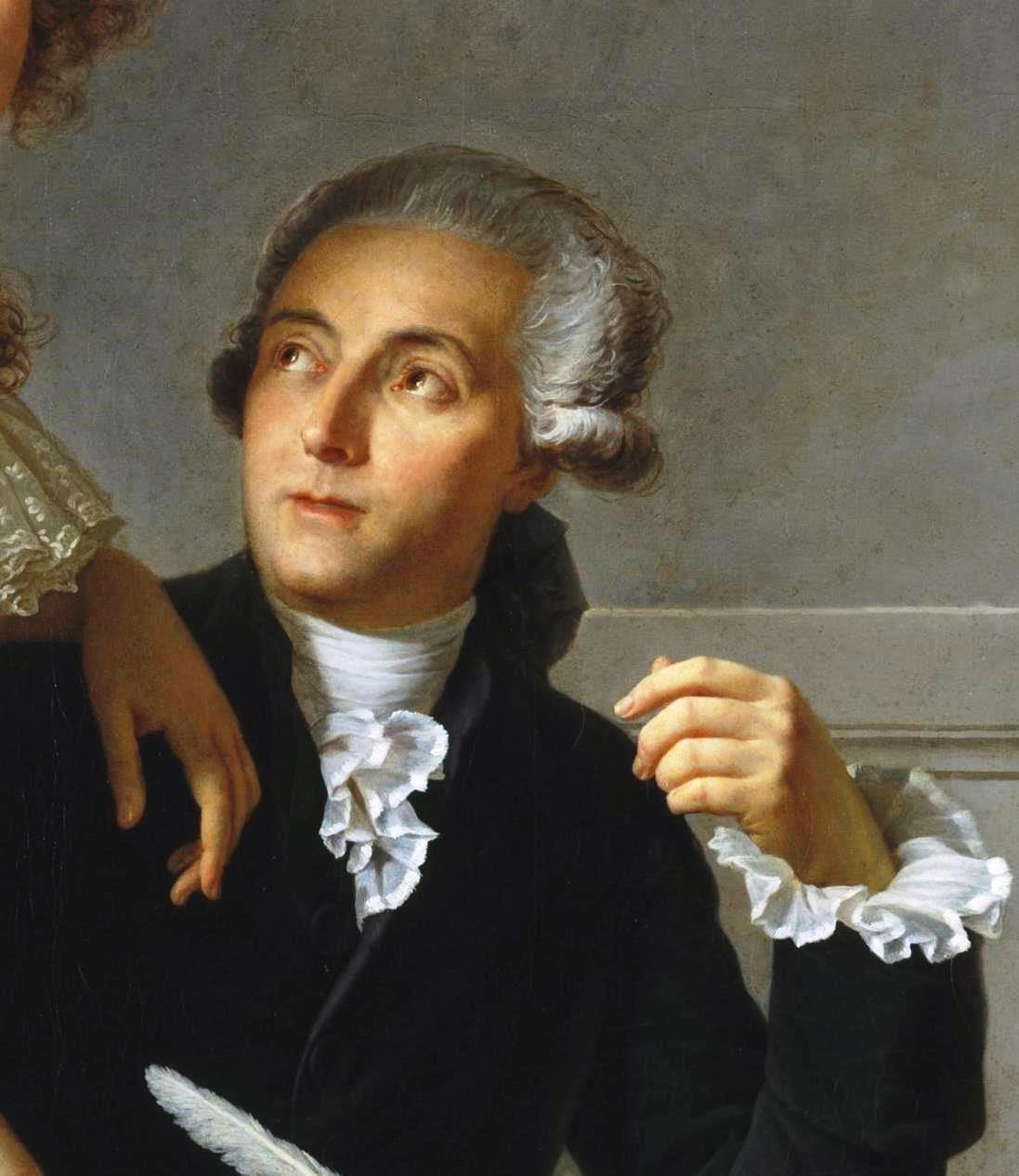
アントワーヌ・ラヴォアジエは、酸素との化学反応として燃焼を説明する理論を確立した。

燃焼、発酵、鉱石から金属への還元などの化学反応は古代から知られていた。物質の変換に関する初期の理論はギリシャの哲学者によって提唱されたもので、エンペドクレスは「四元素説」で、あらゆる物質は火、水、空気、土の4つの基本元素で構成されているとすると主張した。中世においては、錬金術師によって化学的変換が研究された。彼らは、鉛を金に変換しようと試み、鉛や鉛銅合金と硫黄の反応を利用した。
化学物質の人工的な製造は、中世の錬金術師にとって主要な目標の一つであった。たとえば、ジャービル・イブン・ハイヤーン（850年-950年頃）の著作に記述されている有機物質からの塩化アンモニウムの合成や、1300年頃以降の錬金術師による硫酸や硝酸などの鉱酸の製造がある。鉱酸の製造では、硫酸銅、ミョウバン、硝石など、硫酸塩や硝酸塩の鉱物を加熱していた。17世紀、ヨハン・ルドルフ・グラウバーは、硫酸と塩化ナトリウムを反応させて塩酸と硫酸ナトリウムを製造した。鉛室法（1746年）とルブラン法（1791年）の開発によって硫酸と炭酸ナトリウムの大量生産が可能になり、化学反応が産業に導入されるようになった。1880年代、硫酸技術が最適化された接触法が発明され、1909年から1910年にかけてアンモニア合成のためのハーバー法が開発された。
16世紀以降、ヤン・バプティスタ・ファン・ヘルモント、ロバート・ボイル、アイザック・ニュートンなどの研究者は、実験的に観察された化学変化の理論の確立を試みた。1667年にヨハン・ヨアヒム・ベッヒャーはフロギストン説を提唱し、可燃物中に「フロギストン」と呼ばれる火のような元素が存在して燃焼時に放出されると主張した。しかし、1785年にアントワーヌ・ラヴォアジエが、燃焼は空気中の酸素との反応であるという正しい説明を発見したことで、この説は誤りであることが証明された。
1808年、ジョセフ・ルイ・ゲイ＝リュサックは、気体は常に一定の割合で反応することを発見した。この考えとジョン・ドルトンの原子論に基づいて、ジョゼフ・プルーストは定比例の法則を確立した。この法則は後に、化学量論や化学方程式という概念へと発展した。
有機化学に関しては、生物から得られる化合物は複雑すぎて合成できないと、長い間考えられていた。生気論の概念によると、有機物は「生命力」を備えており、無機物とは区別された。しかしこの区別は、1828年にフリードリヒ・ヴェーラーが、無機物質の前駆体から有機物質の尿素を合成したことにより終焉を迎えた。有機化学に多大な貢献をした他の化学者には、エーテルを合成したアレクサンダー・ウィリアム・ウィリアムソン、置換反応の機構を解明するなど多くの発見をしたクリストファー・ケルク・インゴールドがあげられる。

## 特徴
化学反応の一般的な特徴は次のとおりである。
- 気体の発生（英語版）
- 沈殿物の生成
- 温度の変化
- 状態の変化

## 反応式

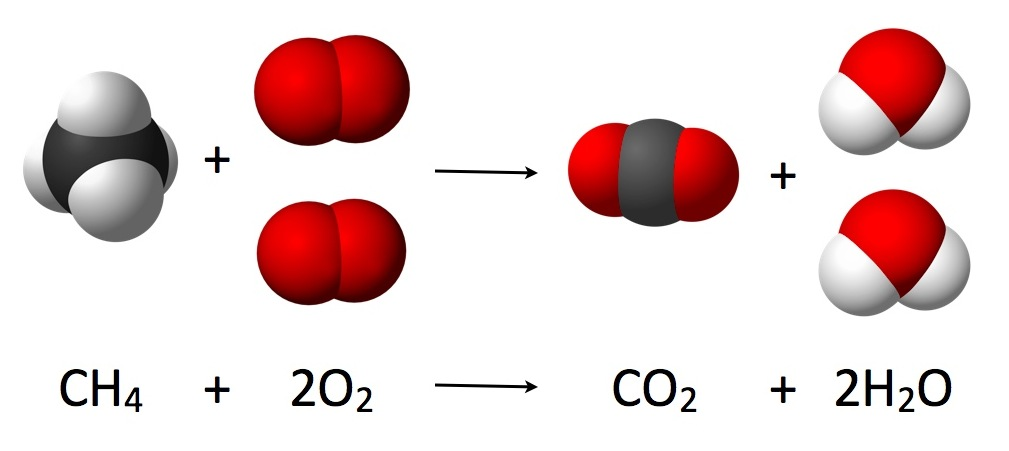
CH₄ + 2O₂ → CO₂ + 2H₂O という反応式からわかるように、質量保存の法則に従って反応中に各元素の量が変化しないようにするため、反応物側の酸素ガス (O₂) と生成物側の水 (H₂O) にそれぞれ係数 2を付与する必要がある。

化学方程式（または化学式）は、化学反応を図式的に表現するために使用される。この式は、左側に反応物の化学式または構造式、右側に生成物の化学式または構造式で構成される。左辺と右辺は、反応の方向と種類を示す矢印（→）で区切られる。矢印は「生成する」と読む。矢印の先端は反応が進む方向を指す。反対方向を指す二重矢印（）は、平衡反応を表すために使用される。方程式は化学量論に従って釣り合いが取れている必要があり、式の両辺の各元素の原子数は等しくなければならない。これは、反応に関与する分子（次の例では A、B、C、D）の数を、適切な整数 a, b, c, d に調整することで行われる。
a A + b B  →  c C + d D
より複雑な反応は、出発物質と生成物だけでなく、重要な中間体や遷移状態も示す反応スキームで表される。さらに、反応において比較的目立たない追加の要素は、反応矢印の上部に示すことができる。そのような例には、水、熱、光、触媒などがある。同様に、比較的目立たない物質は矢印の下に表示され、しばしばマイナス記号を伴う。

有機反応の例：過カルボン酸によるケトンのエステルへの酸化

逆合成解析は、複雑な合成反応の設計に応用することができる。ここでは、分析は生成物から始まり、たとえば選択された化学結合を切断することで、合理的な初期反応物を導出する。逆反応では特別な矢印（⇒）が使用される。

## 素反応
素反応とは、化学反応を分解できる最小の単位であり、中間生成物を含まない。実験的に観察される反応のほとんどは、並行または連続して起こる多くの素反応で構成されている。個々の素反応の実際の順序を反応機構と呼ぶ。複数の分子が同時に出会う確率が低いため、素反応には少数の分子（通常は1つか2つ）しか関与しない。

光 (hν) または熱 (Δ) によって誘発されるアゾベンゼンの異性化

最も重要な素反応は、単分子反応と二分子反応である。単分子反応には1つの分子のみが反応に関与し、異性化または解離によって1つまたは複数の他の分子に変換される。このような反応には、熱や光などのエネルギーの供給が必要である。単分子反応の典型的な例として、シス-トランス異性化があげられ、これは化合物のシス型がトランス型に、またはその逆に変換される。
典型的な解離反応では、分子内の結合が分裂（開裂）し、2つの分子断片が形成される。この開裂はホモリティックまたはヘテロリティックに分類される。前者では、開裂した化学結合が各生成物に分配され、各生成物は電子を保持して中性ラジカルとなる。後者では、化学結合の電子は両方とも生成物の一方に残り、その結果、荷電イオンが形成される。解離は、水素–酸素反応や重合反応などの連鎖反応を引き起こす上で重要な役割を果たす。
{\displaystyle {\ce {AB -> A + B}}}
 分子ABが断片AとBに解離する 
二分子反応では、2つの分子が衝突し、互いに反応する。この融合は、化学合成または付加反応と呼ばれる。
{\displaystyle {\ce {A + B -> AB}}}
別の可能性として、1つの分子のうちの一部が別の分子に移動することがある。この種の反応は、たとえば酸化還元反応や酸塩基反応などで起こる。酸化還元反応で移動する粒子は電子であるが、酸塩基反応では陽子である。この種の反応はメタセシスとも呼ばれる。
{\displaystyle {\ce {HA + B -> A + HB}}}
例：
{\displaystyle {\ce {NaCl + AgNO3 -> NaNO3 + AgCl(v)}}}

## 化学平衡
ほとんどの化学反応は可逆的である。言い換えると、両方向に進行することができ、実際そのようなことが起こる。正反応と逆反応は互いに競合し、その反応速度も異なる。反応速度は濃度に依存するため、反応が進むにつれて正反応の速度は低下し、逆反応の速度は徐々に増加する。そして、正反応と逆反応の速度が等しくなったとき、化学平衡と呼ばれる状態になる。平衡に達するまでの時間は、温度、圧力、反応物質などの要因に依存し、最小自由エネルギーによって決定される。平衡状態において、反応のギブズ自由エネルギーはゼロでなければならない。圧力依存性はル・シャトリエの原理によって説明される。たとえば、体積の減少により圧力が増加すると、反応は気体の分子数が少ない側に移行する。
反応収率は平衡状態で安定するが、反応混合物から生成物を除去することで増加させたり、温度や圧力を上げることで変化させることができる。反応物の濃度の変化は、平衡定数に影響を及ぼさないが、平衡位置には影響を及ぼす。

## 熱力学
化学反応は、熱力学の法則によって決定される。反応が発エルゴン的である、すなわち自由エネルギーを放出する場合、反応は自発的に進行する。反応に伴う自由エネルギーの変化は、エンタルピーとエントロピーという、2つの異なる熱力学量の変化によって引き起こされる。
{\displaystyle \Delta G=\Delta H-T\cdot \Delta S}.
 G: 自由エネルギー, H: エンタルピー, T: 温度, S: エントロピー, Δ: 差（元の状態と生成物の状態との変化） 
発熱反応では ΔH が負の値を取り、エネルギーが放出される。発熱反応の代表的な例には、燃焼、沈殿、結晶化があげられ、これらの反応では無秩序な気相または液相から、秩序だった固体相を形成する。一方、吸熱反応では、周囲の環境から熱が消費される。これは、系のエントロピーの増加によって起こり、通常はエントロピーの高い気相の形成、または溶解した反応生成物の生成によって引き起こされる。自由エネルギー変化におけるエントロピー項は温度とともに増加するため、多くの吸熱反応は高温で進行しやすい傾向がある。一方、結晶化のような多くの発熱反応は、低温で進行する傾向がある。温度の変化に応じて、反応のエンタルピーの符号が反転する可能性がある。この例として、二酸化モリブデンの一酸化炭素による還元反応があげられる。
{\displaystyle {\ce {2CO(g) + MoO2(s) -> 2CO2(g) + Mo(s)}}}; {\displaystyle \Delta H^{o}=+21.86\ {\text{kJ at 298 K}}}
二酸化炭素とモリブデンを生成するこの反応は、低温では吸熱反応であるが、温度が上昇するにつれて吸熱反応の速度は低下する。ΔH° は1855 K でゼロとなり、その温度を超えると反応は発熱反応となる。
温度の変化によって反応の進行方向が逆転することもある。たとえば、水性ガスシフト反応
{\displaystyle {\ce {CO(g) + H2O({v}) <=> CO2(g) + H2(g)}}}
は低温で促進され、その逆反応は高温で促進される。反応の進行方向の変化は 1100 Kで起こる。
反応は、エントロピー、体積、および化学ポテンシャルの変化を考慮した内部エネルギーの変化によっても特徴付けられる。特に後者は、関与する物質の活量に依存する。
{\displaystyle {d}U=T\cdot {d}S-p\cdot {d}V+\mu \cdot {d}n}
 U: 内部エネルギー, S: エントロピー, p: 圧力, μ: 化学ポテンシャル, n: 分子数, d: 無限小記号 
外部との相互作用を考慮した変化傾向
化学変化している系（反応系）は、一般には外部と相互作用しながら化学変化していく（例えば反応熱を外部に放熱する）。こうした状況下、次の事実が知られている：
化学変化は常に、系のエントロピーSsysと外界のエントロピーSsurrを足し合わせた全エントロピーStotalが増大する方向に自発的に進むMF2(p393)
これは熱力学第二法則からの当然の帰結であるMF2(p393)。
さらに、
自発的な反応は常に、反応混合物を平衡状態の方向へと変化させるMF2(p385)。
よって反応系が外部から孤立している場合には、化学変化の平衡定数Kcと現在の時刻における反応指数Qcと比較する事で、反応がどちらの方向に進むかを知ることができるMF2(p385)。
反応系の変化傾向
反応系の2つの状態A、Bに対し、Aのときの系のエントロピーとBのときの系のエントロピーの差をΔSsysとすると、
- ΔSsys>0のとき、系は状態BからAに自発的に変化するMF2(p393)
- ΔSsys<0のとき、系は状態AからBに自発的に変化するMF2(p393)

また系のエントロピーが時刻変化しない場合は、その系は平衡状態にあるMF2(p393)。
なお、一般的な傾向として、系の内部エネルギーや系のエンタルピーは減少させるがMF2(p393)、常に成り立つわけではない。例えば氷が水に溶解する際には、系は外部から自発的に吸熱するのでMF2(p386)、系の内部エネルギーやエンタルピーは増大するMF2(p386)。
内部エネルギーやエンタルピーに減少傾向があるのは、これらの値がエントロピーと比較的簡単な関係式を満たす事に起因している。詳細は熱力学ポテンシャルの項目を参照されたい。
自由エネルギーによる表現
以上で述べたように系の変化傾向はエントロピーによって記述できるものの、エントロピーは直接測定可能な物理量ではないので、化学ではギブズの自由エネルギーを使って系の変化傾向を記述する事が多いのでMF2(p386)。本節ではこの記述方法について述べる。なお本節では、ギブズの自由エネルギーやエンタルピーといった熱力学ポテンシャルの基本的知識を仮定する。
まず、反応系に対して以下の2つの仮定を課す：
反応系の温度は常に一定である
反応系の温度と外部の温度は常に等しい
1つ目の仮定は、化学変化で反応系に発生した熱が系の外部に全て放出できるのであれば満たされる。2つ目の仮定は外部が十分広く、反応系から放出された熱の影響をほとんど受けないのであれば満たされる。以下、反応系の温度＝外部の温度をTと書く。
一般に与えられた系のギブズの自由エネルギーGとエンタルピーHはその系のエントロピーS、温度Tにより、
{\displaystyle G=H-ST}
という関係式を満たすので、前述の仮定のもと、
{\displaystyle \mathrm {d} G_{\mathrm {sys} }=\mathrm {d} H_{\mathrm {sys} }-T\mathrm {d} S_{\mathrm {sys} }}
が成立するMF2(p395)。
また反応系の外部の合計の内部エネルギーUtotal、圧力Ptotal、体積Vtotalは
{\displaystyle \mathrm {d} H_{\mathrm {total} }=\mathrm {d} U_{\mathrm {total} }+V_{\mathrm {total} }\mathrm {d} P_{\mathrm {total} }}
という関係式を満たすが、エネルギー保存則から第一項は0であり、第二項も全体に対する圧力変化dPtotalは存在しないとみなしてよいから、結局
{\displaystyle \mathrm {d} H_{\mathrm {total} }=0}
となる。ここで
反応系の外部では化学ポテンシャルや圧力変化、その他の示強変数（例えば分極や磁化による電磁場）が無視できる
という仮定を課すと、
{\displaystyle \mathrm {d} H_{\mathrm {surr} }=T\mathrm {d} S_{\mathrm {surr} }}
が成立するので、
{\displaystyle \mathrm {d} H_{\mathrm {sys} }=\mathrm {d} H_{\mathrm {total} }-\mathrm {d} H_{\mathrm {surr} }=0-T\mathrm {d} S_{\mathrm {surr} }}
なので、
{\displaystyle \mathrm {d} G_{\mathrm {sys} }=\mathrm {d} H_{\mathrm {sys} }-T\mathrm {d} S_{\mathrm {sys} }}{\displaystyle =-T\mathrm {d} S_{\mathrm {surr} }-T\mathrm {d} S_{\mathrm {sys} }=-T\mathrm {d} S_{\mathrm {total} }}
が成立する。
したがって以上の仮定のもと、全体のエントロピー増大は、反応系のギブズ自由エネルギー減少を招く。よって以下の結論が得られる：
- ΔGsys<0のとき、系は状態BからAに自発的に変化するMF2(p395)
- ΔGsys>0のとき、系は状態AからBに自発的に変化するMF2(p395)

また反応系のギブズ自由エネルギーが時刻変化しない場合は、その系は平衡状態にあるMF2(p395)。

## 反応速度
反応が起こる速度は、反応速度論によって研究されている。反応速度は、次のようなさまざまな要因によって異なる。
- 反応物の濃度
 反応物濃度を増加させると、通常、単位時間あたりの衝突回数が増加し、その結果、反応速度が速くなる。ただし、触媒部位の数が限られている反応では、反応速度が反応物濃度に依存しない場合がある。これらはゼロ次反応と呼ばれる。
- 反応物と接触可能な表面積
 表面積が大きいほど反応速度は速くなる。（特に不均一系における固体反応物）
- 圧力
 圧力を上げると分子間の空間体積が減少し、これによって、分子どうしの衝突頻度が増加する。
- 活性化エネルギー（英語版）
 反応を自発的に開始し、進行するために必要なエネルギーの量として定義される。活性化エネルギーが高いとは、低い場合と比べて、反応を開始するためにより多くのエネルギーが必要ということを意味する。
- 温度
 温度が上昇すると、分子のエネルギーが増加し、単位時間あたりの衝突回数も増加するため、反応が加速される。
- 触媒の有無
 触媒とは、反応物や中間体に弱く結合し、反応経路（機構）を変える物質のことである。反応に必要な活性化エネルギーを引き下げ、それによって反応の速度を速める。 触媒は、反応中に破壊されたり変化を受けないため、再利用することができる。
- 電磁放射線
 一部の反応は、特に紫外線を含む電磁放射線により、結合の切断を促進し、反応を開始する。これはラジカルが関与する反応で顕著である。

分子レベルで反応速度を計算できるいくつかの理論がある。この分野は反応動力学と呼ばれている。物質 A の分解のような、一次反応の速度 v は、次のように表される。
{\displaystyle v=-{\frac {d[{\ce {A}}]}{dt}}=k\cdot [{\ce {A}}].}
この方程式を積分すると、次の式が得られる。
{\displaystyle {\ce {[A]}}(t)={\ce {[A]}}_{0}\cdot e^{-k\cdot t}.}
ここで、 k は一次反応定数で（単位は1/時間）、[A](t) は時刻 t における濃度、 [A]0 は初期濃度である。一次反応の速度は、反応に関与する物質の濃度と性質のみに依存し、反応自体は特徴的な半減期で表される。高次反応を表す場合は、複数の時間定数が必要となる。反応速度定数の温度依存性は、通常、アレニウスの式に従う。
{\displaystyle k=k_{0}e^{{-E_{a}}/{k_{B}T}}}
ここで、 Ea は活性化エネルギー、 kB はボルツマン定数である。反応速度の最も単純なモデルの一つは衝突理論である。より現実的なモデルは特定の問題に合わせて調整されており、たとえば遷移状態理論、ポテンシャルエネルギー面計算、マーカス理論、RRKM理論などがあげられる。

## 反応型

### 4つの基本型

4つの基本的な化学反応の種類の模式図を示す。上から下への順に、合成、分解、単置換、二重置換。

#### 合成
合成反応では、2つ以上の単純な物質が結合して、より複雑な物質が形成される。これらの反応は、一般に次の式で表される。{\displaystyle {\ce {A + B->AB}}}2つ以上の反応物質から1つの生成物を得られる反応は、合成反応を識別する別の方法である。合成反応の例として、鉄と硫黄が結合して硫化鉄(II)を生成する反応があげられる。{\displaystyle {\ce {8Fe + S8->8FeS}}}もう1つの例は、単純な水素ガスと単純な酸素ガスが結合して、より複雑な物質である水を生成する反応である。

#### 分解
分解反応とは、より複雑な物質がより単純な部分に分解される反応のことである。したがって、合成反応とは逆の反応であり、次のように表すことができる。{\displaystyle {\ce {AB->A + B}}}分解反応の例として、水の電気分解によって酸素と水素のガスを生成する反応があげられる。{\displaystyle {\ce {2H2O->2H2 + O2}}}

#### 単置換
単置換反応では、化合物中の単一の元素が、結合していない別の元素と置き換わる。言い換えると、化合物中の1つの元素を別の元素と入れ替えることである。これらの反応は一般的に次のような式で表される。
{\displaystyle {\ce {A + BC->AC + B}}}単置換反応の例として、マグネシウムが水中の水素と置き換わって、固体の水酸化マグネシウムと水素ガスが生成される反応があげられる。{\displaystyle {\ce {Mg + 2H2O->Mg(OH)2 (v) + H2 (^)}}}

#### 二重置換
二重置換反応では、2つの化合物の陰イオンと陽イオンが入れ替わり、2つの全く異なる化合物が生成される。これらの反応は、一般に次の形式で表される。{\displaystyle {\ce {AB + CD->AD + CB}}}たとえば、塩化バリウム（BaCl2）と硫酸マグネシウム（MgSO4）が反応すると、 SO42− 陰イオンが 2Cl− 陰イオンと入れ替わり、化合物 BaSO4 と MgCl2 が生成される。
二重置換反応の別の例として、硝酸鉛(II)とヨウ化カリウムの反応があり、ヨウ化鉛(II)と硝酸カリウムが生成される。{\displaystyle {\ce {Pb(NO3)2 + 2KI->PbI2(v) + 2KNO3}}}

### 正反応と逆反応
ル・シャトリエの原理によれば、反応は、終了するか平衡に達するまで、正方向または逆方向のいずれかの向きに進行する。

#### 正反応
平衡に向かって正方向（左から右）に進行する反応は、しばしば自発反応と呼ばれる。すなわち {\displaystyle \Delta G} が負の値であり、反応が一定の温度と圧力の下で起こる場合、その反応のギブズ自由エネルギーは減少することを意味する。これらの反応では、正方向に進むために必要なエネルギーはより少なくて済む。これらの反応は通常、自発的に進む方向に、正反応として記述される。正反応の例：
- 水素と酸素が水を生成する反応

2H2 + O2  2H2O
- 水中の酢酸が酢酸イオンとヒドロニウムイオンに解離する反応

CH3COOH + H2O  CH3COO− + H3O+

#### 逆反応
平衡に向かって逆方向（右から左）に進行する反応は、しばしば非自発反応と呼ばれる。すなわち、{\displaystyle \Delta G} が正の値であり、反応が一定の温度と圧力の下で起こる場合、その反応のギブズ自由エネルギーが増加することを意味する。これらの反応では、正方向に進むためにエネルギーの投入を必要とする。
逆反応の例：
- 通常の直流電池（電解槽（英語版）で構成）を外部電源から充電する[25]
- 通常は太陽光などの電磁放射の吸収によって起こる光合成[26]

 +  +  →  + 

### 燃焼
燃焼反応では、元素または化合物が酸化剤（通常は酸素）と反応し、多くの場合、熱または光の形でエネルギーを発生する。炭化水素は燃焼反応に繁盛に関与する。たとえば、1モル（114 g）のオクタンを酸素中で燃焼させると、 5500 kJ のエネルギーが放出される。
{\displaystyle {\ce {C8H18(l) + 25/2 O2(g)->8CO2 + 9H2O(l)}}}燃焼反応は、炭素、マグネシウム、硫黄が酸素と反応することによっても起こる。
{\displaystyle {\ce {2Mg(s) + O2->2MgO(s)}}}{\displaystyle {\ce {S(s) + O2(g)->SO2(g)}}}

### 酸化と還元

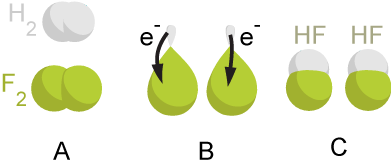
酸化還元反応の図解。水素(H_{2})は酸化され、フッ素(F_{2})は還元される。

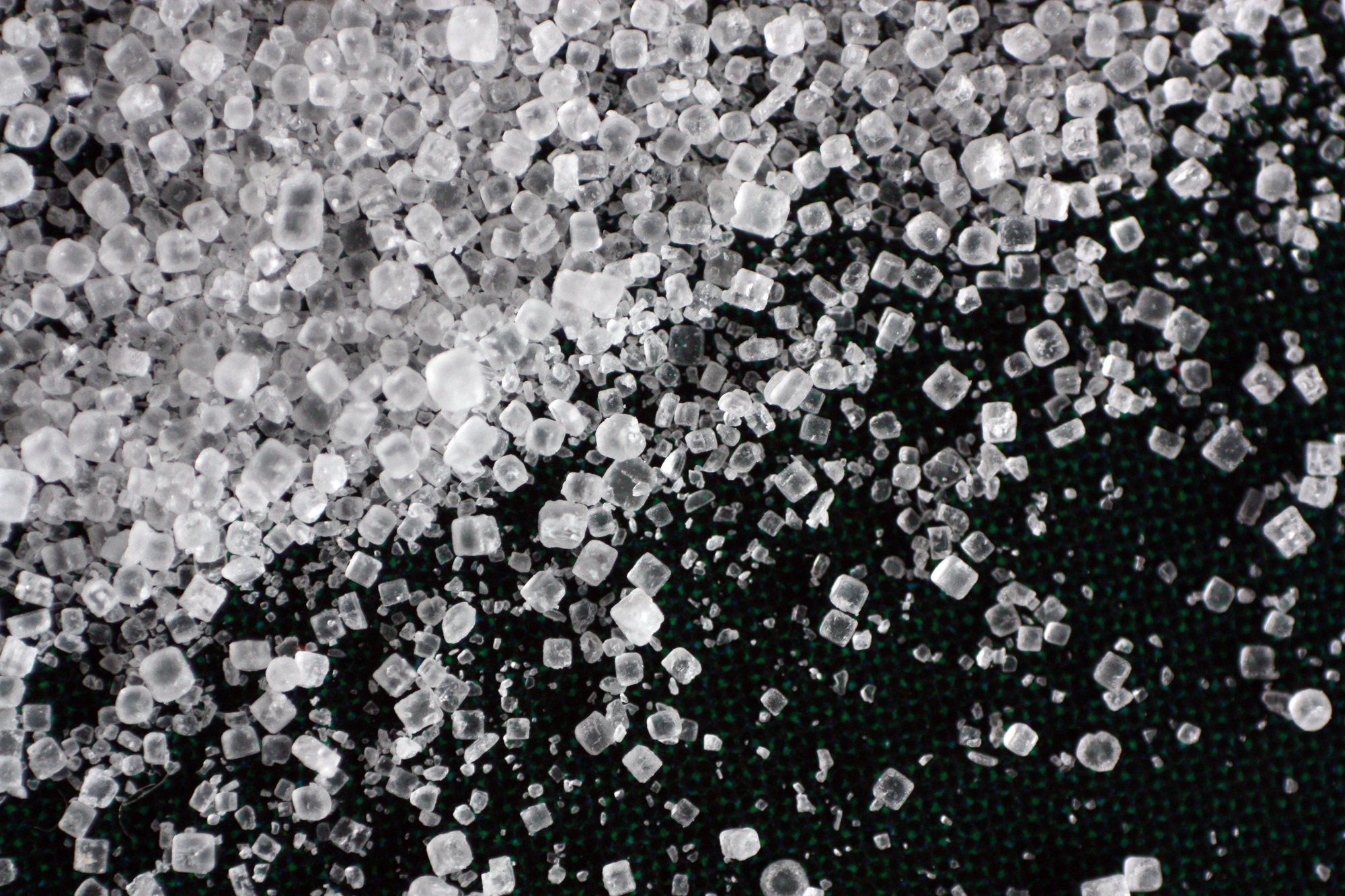
塩化ナトリウムは、金属ナトリウムと塩素ガスの酸化還元反応によって生成される。

酸化還元反応は、ある物質（還元剤）から別の物質（酸化剤）への電子の移動という観点から理解することができる。この過程において、前者の物質は酸化され、後者の物質は還元される。この説明は多くの目的には十分であるが、厳密には正確ではない。酸化を原子の酸化状態の増加、還元を酸化状態の減少と定義する方がより適切である。実際には、電子の移動により酸化状態は常に変化しているが、電子の移動が起こらなくても「酸化還元反応」に分類される反応も多く存在する（たとえば、共有結合を伴う反応など）。
次の酸化還元反応では、危険な金属であるナトリウムが有毒な塩素ガスと反応して、イオン性化合物である塩化ナトリウム（一般にな食塩として知られる）を生成する。{\displaystyle {\ce {2Na(s) + Cl2(g)->2NaCl(s)}}}上述の反応において、金属ナトリウムの酸化状態は 0（純元素）から +1 に変化する。すなわち、ナトリウムは電子を1つ失い、酸化されたとされる。一方、塩素ガスは酸化状態を 0（これも純元素）から −1 に変化する。すなわち、塩素は電子を1つ獲得して還元されたとされる。塩素は還元される側にあり、電子受容体となり、ナトリウムの酸化を引き起こす酸化剤と見なされる。一方、ナトリウムは酸化される側にあり、電子供与体となり、他の物質の還元を引き起こす還元剤と見なされる。
関与する反応物の中で、どれが還元剤として作用し、どれが酸化剤として作用するかは、元素の電気陰性度から予測することができる。ほとんどの金属などの電気陰性度が低い元素は、容易に電子を放出して酸化する、つまり還元剤である。逆に、酸素を除いた原子の酸化数が高い多くの酸化物やイオンは、1つまたは2つの電子を余分に獲得することができ、強力な酸化剤となる。（H2O2、MnO−
4、CrO3、Cr2O2−
7、OsO4など）
一部の典型元素については、反応元素の電子配置に基づいて、酸化還元反応で供与または受容される電子の数を予測することができる。元素は、低エネルギーの希ガス配置に到達する傾向があるため、アルカリ金属は1個の電子を供与し、ハロゲンは1個の電子を受容する。希ガスはそれ自体、化学的に不活性である。
酸化反応と還元反応の半反応に、酸化で失われる電子数が還元で得られる電子数と等しくなるように係数を掛けて、全体としての酸化還元反応を平衡化することができる。
酸化還元反応の重要な区分の一つに、電気分解という電気化学反応がある。この反応では、負極において電源から供給される電子が還元剤として作用し、正極においては電子の奪取が酸化剤として作用する。これらの反応は、塩素やアルミニウムなどの化学元素の製造において特に重要である。その逆の過程、すなわち電子が放出され、化学エネルギーが電気ポテンシャルエネルギーに変換される酸化還元反応も起こり、電池などに利用されている。

### 錯形成

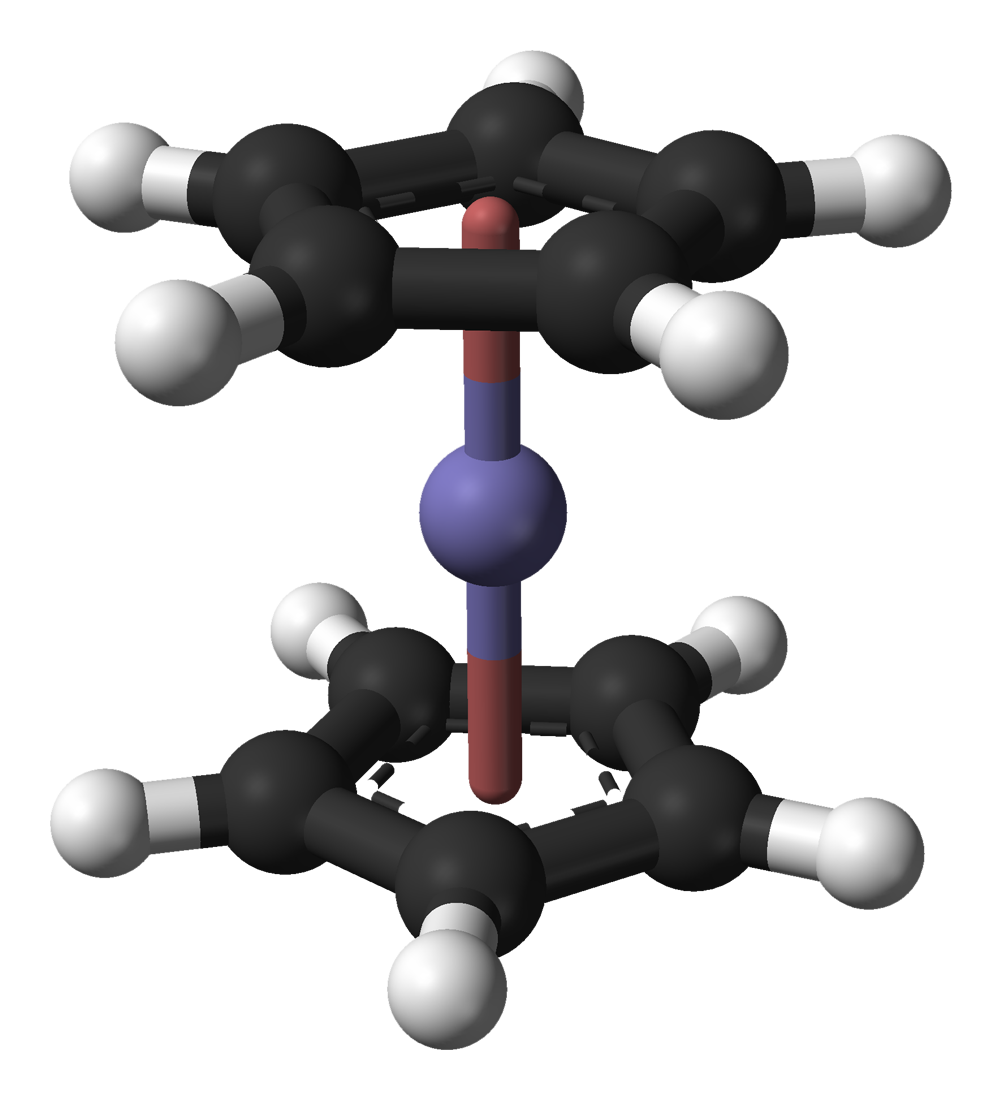
フェロセン ー 鉄原子が2つの C_{5}H_{5} 配位子に挟まれている

錯形成反応では、複数の配位子が金属原子と反応して配位錯体を形成する。これは、配位子の孤立電子対を金属原子の空軌道に供給し、双極子結合を形成することで達成される。配位子はルイス塩基であり、イオンでも中性分子（一酸化炭素、アンモニア、水など）でもよい。中心金属原子と反応する配位子の数は、遷移金属の原子価殻は合計18個の電子を収容できるという18電子則を用いて決定することができる。その結果、生成する錯体の対称性は、結晶場理論および配位子場理論を用いて予測することができる。その他の錯形成反応としては、1つまたはそれ以上の配位子が別の配位子に置き換わる配位子交換、中心金属原子の酸化状態が変化する酸化還元反応などがある。

### 酸塩基反応
ブレンステッド-ローリーの酸塩基理論では、酸塩基反応とは、ある化学種（酸）から別の化学種（塩基）への陽子（H+）の移動を伴う反応と定義されている。酸から陽子が除去されると、その結果生じる種はその酸の共役塩基と呼ばれる。塩基が陽子を受容すると、その結果生じる種はその塩基の共役酸と呼ばれる。言い換えれば、酸は陽子供与体として、塩基は陽子受容体として機能し、次の関係が成り立つ。
{\displaystyle {\ce {{\underset {acid}{HA}}+{\underset {base}{B}}<=>{\underset {conjugated\ base}{A^{-}}}+{\underset {conjugated\ acid}{HB+}}}}}逆反応により、酸とその共役塩基、および塩基とその共役酸とは平衡状態にある。この平衡は、関与する物質の酸と塩基の解離定数（Ka および Kb）によって決まる。酸塩基反応の特殊なケースとして、酸と塩基を等量混合すると中性塩が生成する中和反応がある。
酸塩基反応の定義は、採用する酸塩基の概念によって異なる。次に、最も一般的な定義を幾つかあげる。
- アレニウスの定義
 酸は水中で解離して H3O+イオンを放出する。塩基は水中で解離して OH− イオンを放出する。
- ブレンステッド-ローリーの定義
 酸は陽子（H+）供与体であり、塩基は陽子受容体である。これにはアレニウスの定義も含まれる。
- ルイスの定義
 酸は電子対受容体であり、塩基は電子対供与体である。これにはブレンステッド・ローリーの定義も含まれる。

### 沈殿

沈殿

沈殿とは、化学反応中に溶液中または固体内部に別の固体が形成されることである。通常、溶解したイオンの濃度が溶解度限界を超えた際に、不溶性の塩が形成される現象である。この過程は、沈殿剤を加えるか、または溶媒を除去することで促進される。急速な沈殿は、非晶質または微結晶性の残留物を生じるが、穏やかな沈殿では単結晶が得られる。後者は微結晶塩からの再結晶化によっても得られる。

### 固相反応
固体どうしの間で反応が起こることがある。ただし、固体中の拡散速度は比較的小さいため、該当する化学反応は液相や気相の反応に比べてはるかに遅い。反応速度は、反応温度を上げるか、反応物をより細かく分割して接触表面積を増やすことで促進することができる。

### 固体-気体界面での反応
反応は、固体-気体界面や、超高真空のような非常に低い圧力下にある表面で起こることがある。走査型トンネル顕微鏡を使用すると、反応の時間スケールが適切な範囲にあれば、固体-気体界面でおこる反応を実空間で観察することができる。固体-気体界面における反応は、触媒作用と関連している可能性もある。

### 光化学反応

パターノ・ビューチ反応では、光励起されたカルボニル基が非励起状態のオレフィンに付加し、オキセタンを形成する

光化学反応では、原子や分子が照射光（光子）のエネルギーを吸収し、それを励起状態に変換する。そして、化学結合を切断することによってこのエネルギーが放出され、ラジカルを生成する。光化学反応には、水素-酸素反応、ラジカル重合、連鎖反応、転位反応などがある。
光化学は、多くの重要なプロセスに関与している。典型的な例として光合成があげられる。ほとんどの植物は、太陽エネルギーを利用して二酸化炭素と水をグルコースに変換し、副産物として酸素を放出する。人間は光化学を利用してビタミンDを合成し、また、視覚はロドプシンの光化学反応によって開始される。ホタルの場合、腹部に存在する酵素が反応を触媒し、生物発光を引き起こす。地球の大気圏では、オゾン形成など多くの重要な光化学反応が起こり、大気化学を構成している。

## 触媒反応

触媒が吸熱反応に与える影響を示す模式的なポテンシャルエネルギー図。触媒の存在により、活性化エネルギーが低い別の反応経路 (赤色) が開かれる。最終結果および全体的な熱力学は変わらない。

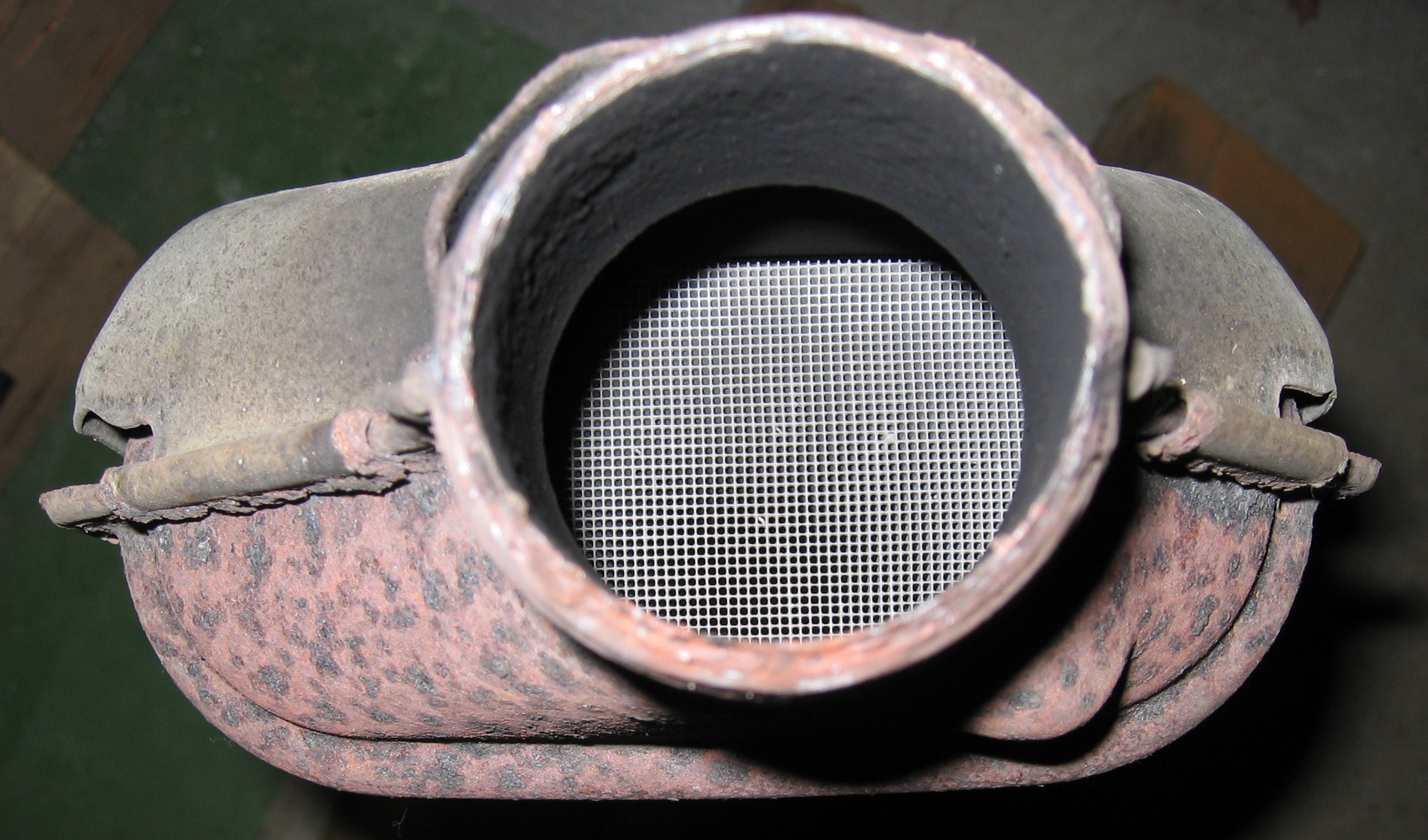
自動車用の触媒コンバーターは、セラミックの網目上に固体不均一系触媒をめっき加工することで、表面積を最大化している

触媒作用において、反応は直接進行するのではなく、第三の物質である「触媒」との反応を通じて進行する。触媒は反応に関与し、反応物や中間体と弱い結合を形成するが、反応終了時には元の状態に戻り、消費されない。ただし、二次的反応によって阻害や不活性化されたり、または破壊されることがある。触媒は、反応物とは異なる相（不均一相という）で使用されたり、同じ相（均一相）で使用されることもある。不均一相触媒反応における典型的な二次的反応の例として、触媒がポリマー状の副生成物で覆われるコーキングがあげられる。さらに、不均一相触媒は固液系では溶液に溶解したり、固気系では蒸発することがある。触媒は反応を速めるだけであり、他方、反応を遅らせる化学物質は阻害剤と呼ばれる。触媒の活性を高める物質は促進剤と呼ばれ、触媒の活性を低下させる物質は触媒毒と呼ばれる。触媒を使用することで、高い活性化エネルギーによって速度論的に阻害されている反応が、この活性化エネルギーを回避することで進行することがある。
不均一系触媒は通常は固体であり、表面積を最大化するために粉末状に加工される。特に重要な不均一系触媒は、白金族金属やその他の遷移金属が含まれ、これらは水素化、接触改質（リフォーミング）、硝酸やアンモニアなどの汎用化学品の合成に用いられている。酸は均一系触媒の一例であり、カルボニル基の求核性を高め、通常は進行しない求電子剤との反応を可能にする。均一系触媒の利点は、反応物と容易に混合できる点であるが、生成物から分離するのが困難な場合がある。このため、多くの工業プロセスにおいて、不均一系触媒が好まれる。

## 有機化学における反応
有機化学では、酸化、還元、酸塩基反応に加え、炭素原子間、あるいは炭素とヘテロ原子（酸素、窒素、ハロゲンなど）間の共有結合を伴うさまざまな反応が起こる。有機化学における多くの特異反応は人名反応と呼ばれ、その発見者にちなんで命名されている。
工業的に最も重要な反応の一つがクラッキングで、製油所で重質炭化水素を分解し、より小さな単純な分子を生成するために使われる。この過程はガソリンの製造に使用される。特定の種類の有機反応は、その反応機構（置換、付加、脱離など）や生成物の種類（メチル化、重合、ハロゲン化など）によって分類することができる。

### 置換
置換反応では、特定の化合物中の官能基が別の基に置換される。これらの反応は置換基の種類によって、求核置換、求電子置換、ラジカル置換に分類される。
1番目の求核置換では、求核剤、すなわち電子が過剰で、負電荷または部分電荷を持つ原子や分子が、基質分子の原子またはその一部を置換する。求核剤からの電子対が基質を攻撃して新しい結合を形成し、脱離基は電子対とともに離脱する。通常、求核剤は電気的に中性または負に帯電しているが、基質は中性または正に帯電している。求核剤の例としては、水酸化物イオン、アルコキシド、アミン、ハロゲン化物などがあげられる。この種の反応は主に脂肪族炭化水素で見られ、芳香族炭化水素ではまれである。後者は電子密度が高く、非常に強い電子吸引基を持つ場合にのみ、芳香族求核置換反応を起こす。求核置換反応は、SN1 と SN2 という2つの異なる機構によって進行する。これらの名称の S は置換（substitution）、N は求核（nucleophilic）、数字は反応の反応次数（単分子か二分子か）を表している。
SN1 反応は2段階で進行する。まず脱離基が離脱して、カルボカチオンを生成する。続いて、求核剤との急速な反応が進行する。
SN2 機構では、まず求核剤が攻撃対象となる分子と遷移状態を形成し、その後、脱離基が切断される。この2つの機構は、生成物の立体化学が異なる。SN1 は非立体特異的な付加を引き起こし、キラル中心を生じさせないが、その代わりに、幾何異性体（シス-トランス異性体）を生成する。これに対し、SN2 機構では、既存の立体化学の反転が起こる（ワルデン反転）。

2番目の求電子置換反応は、攻撃対象の原子または分子（求電子剤）の電子密度が低く、正電荷を帯びているという点で、求核置換と対をなす反応である。代表的な求電子剤は、カルボニル基の炭素原子、カルボカチオン、硫黄またはニトロニウムカチオンである。この反応は、芳香族炭化水素でのみ起こり、芳香族求電子置換と呼ばれる。求電子剤は芳香族環を攻撃し、芳香族性を消失した遷移状態、いわゆる σ錯体を形成する。その後、脱離基（通常は陽子）が離脱し、芳香族性が回復する。芳香族置換の代替として、脂肪族求電子置換がある。これは脂肪族求核置換に似ており、 SE1 と SE2 の 2つの主要な種類がある。

芳香族求電子置換の反応機構

3番目の置換反応であるラジカル置換では、攻撃する粒子はラジカルである。この反応は通常、連鎖反応の形態をとり、アルカンとハロゲンとの反応は、この例の一つである。初期段階では、ハロゲンを含む分子は光や熱によって分解され、ラジカルを生成する。反応はその後、雪崩のような様相を呈して進行し、2つのラジカルが衝突して再結合するまで続く。
{\displaystyle {\ce {X. + R-H -> X-H + R.}}}
{\displaystyle {\ce {R. + X2 -> R-X + X.}}}
 ラジカル置換連鎖反応中の反応

### 付加と脱離
付加とその対となる反応である脱離は、炭素原子に結合している置換基の数を変化させ、多重結合を形成または切断する反応である。適切な脱離基を脱離させることで、二重結合や三重結合を形成することができる。求核置換と同様に、それぞれの反応の反応次数にちなんで命名された幾つかの反応機構がある。E1機構では、まず脱離基が脱離して、カルボカチオンを形成する。次の段階である二重結合の形成は、陽子の脱離（脱プロトン化）に伴って起こる。E1cb機構では、離脱の順序が逆になり、まず陽子が分離される。この機構には塩基の関与が必要となる。同様の条件下では、E1 または E1cb 脱離反応は常に SN1 置換と競合する。

E2脱離

E2機構でも塩基を必要とするが、塩基の攻撃と脱離基の離脱は同時に進行し、イオン中間体は生成されない。E1脱離とは対照的に、E2機構では塩基の攻撃は脱離基に対してアンチ位で優先的に起こり、その結果、反応生成物の立体配置はさまざまに変化する。条件や反応物質が類似しているため、E2 脱離は常に SN2 置換と競合する。

臭化水素の求電子付加

脱離と対をなす反応は、二重結合または三重結合が単結合に変換する付加反応である。置換反応と同様に、付加反応は攻撃する粒子の種類に応じていくつかの種類に分類される。たとえば、臭化水素による求電子付加では、求電子剤（陽子）が二重結合を攻撃してカルボカチオンを形成し、それが求核剤（臭素）と反応する。カルボカチオンが二重結合のどちら側に形成されるかは、その両端に結合している基によって決まり、マルコフニコフ則によって優先的な配置を予測することができる。この法則は、「極性分子がアルケンまたはアルキンへ異方性付加する場合、極性分子の電気陰性度が高い（求核性）原子（または部分）が、水素原子の数が少ない炭素原子に結合する」というものである。
二重結合の置換度が低い炭素原子に官能基を付加する場合、酸による求電子置換は不可能である。この場合、ヒドロホウ素化-酸化反応を使用する必要がある。この反応の第一段階では、ホウ素原子が求電子剤として働き、置換度の低い炭素原子に付加する。第二段階では、求核性のヒドロペルオキシドまたはハロゲンアニオンがホウ素原子を攻撃する。

電子が豊富なアルケンおよびアルキンへの付加は主に求電子的であるが、それに対して、炭素-ヘテロ原子多重結合、特にその最も重要な代表であるカルボニル基では、求核付加が重要な役割を果たす。この過程は通常、脱離反応を伴うため、反応後にカルボニル基が再び現れる。そのため、この反応は付加脱離反応と呼ばれ、カルボン酸誘導体である塩化物、エステル、無水物などにおいて起こる可能性がある。この反応は多くの場合、酸または塩基によって触媒され、酸は酸素原子に結合してカルボニル基の求電子性を高め、塩基は攻撃する求核剤の求核性を高める。

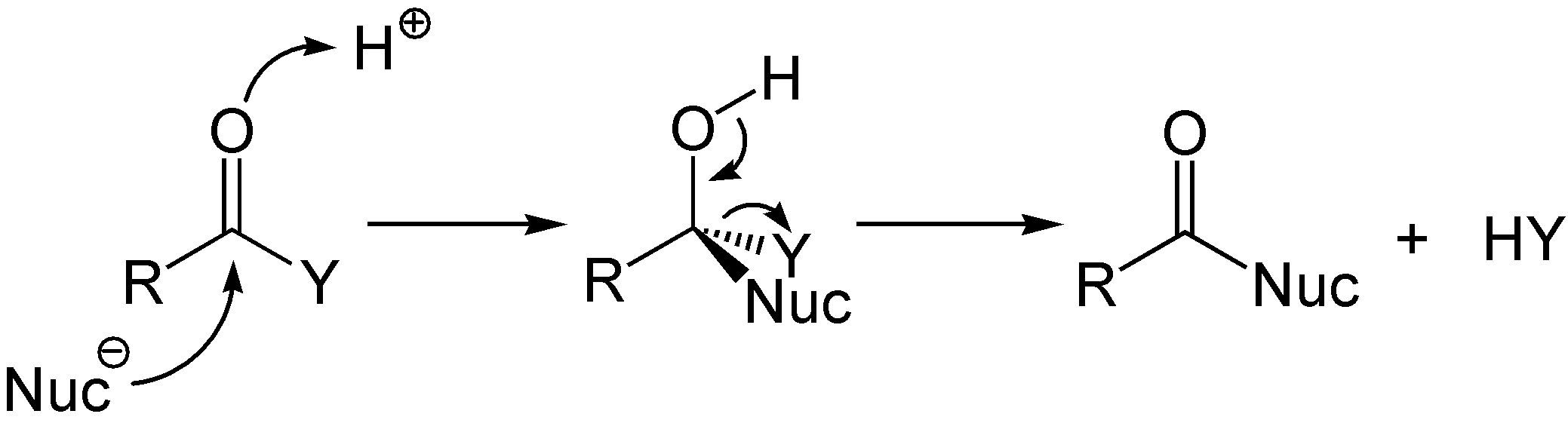
酸触媒による付加脱離機構

カルバニオンまたは他の求核剤によるα, β-不飽和カルボニル化合物の二重結合への求核反応は、共役付加反応のより大きな種類であるマイケル反応によって進行する。これは、C-C 結合を穏やかに形成させる最も有用な方法の一つである。
求核剤や求電子剤では進行しない付加反応は、フリーラジカルを使用することで進行する場合がある。フリーラジカル置換と同様に、ラジカル付加は連鎖反応として進行し、このような反応はフリーラジカル重合の基礎をなしている。

### その他の有機反応機構

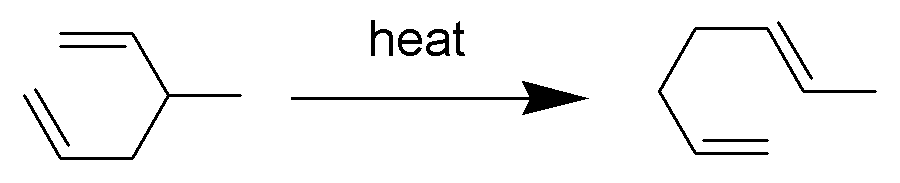
3-メチル-1,5-ヘキサジエンのコープ転位

転位反応では、分子の炭素骨格が再配列して、元の分子の構造異性体が生成される。転位反応には、水素、アルキル基、アリール基が、ある炭素から隣接する炭素に移動するワーグナー・メーヤワイン転位などがある。ほとんどの転位は炭素-炭素結合の切断と新たな形成を伴う。その他の例としては、コープ転位などのシグマトロピー転移がある。
環状転移には、環化付加反応や、さらに一般的なペリ環状反応があり、後者は2つ以上の二重結合を含む分子が環状分子を形成する。付加環化反応の重要な例として、共役ジエンと置換アルケンが、置換シクロヘキセン系を形成する、ディールス・アルダー反応（いわゆる [4+2] 環化付加）がある。
ある環化付加反応が起こるかどうかは、反応に関与する化学種の電子軌道に依存する。これは、波動関数の符号が同じ軌道のみが重なり合い、建設的に相互作用して新しい結合を形成するからである。環化付加反応は通常、光や熱によって促進される。これらの外乱は反応に関与する分子の励起状態における電子の配置を変化させ、異なる効果を引き起こす。たとえば、[4+2]ディールス・アルダー反応は熱によって促進されるのに対し、[2+2]環化付加は光によって選択的に誘起される。ウッドワード・ホフマン則の説明によると、環化付加反応によって立体異性体が生じる可能性は、その軌道特性によって制限される。

## 生化学反応

酵素活性の誘導適合モデルの概略図

生化学反応では、主に酵素と呼ばれる複雑なタンパク質によって制御される。酵素は通常、単一の特異的な反応のみを触媒するように特化されている。反応は、酵素の小さな部分である活性部位で起こる。通常、活性部位は、アミノ酸残基で囲まれた溝やポケットの奥に位置し、酵素の残りの部分は主にその安定化に役立っている。酵素の触媒作用は、分子の形状（誘導適合）、結合ひずみ、酵素に対する分子の近接性や配向性、陽子の供与または離脱（酸塩基触媒）、静電相互作用など、さまざまな機構に依存している。
生体内で起こる生化学反応の総称を代謝と呼ぶ。それらの中で最も重要な機構は同化作用で、デオキシリボ核酸（DNA）と酵素によって制御されるさまざまな過程により、小分子からタンパク質や 炭水化物のような高分子が合成される。生体エネルギー学は、このような反応のエネルギー源を研究する学問である。主なエネルギー源は、グルコースなどの糖をはじめとした有機分子が酸化され、分解される時に放出されるエネルギーである。このような有機分子の分解を異化作用と呼ぶ。生物は異化により得られたエネルギーでアデノシン三リン酸（ATP）を合成し、それを他の反応のエネルギー源として利用している。菌類、細菌、その他の微生物による有機物の分解も生化学の範囲に含まれる。

## 用途

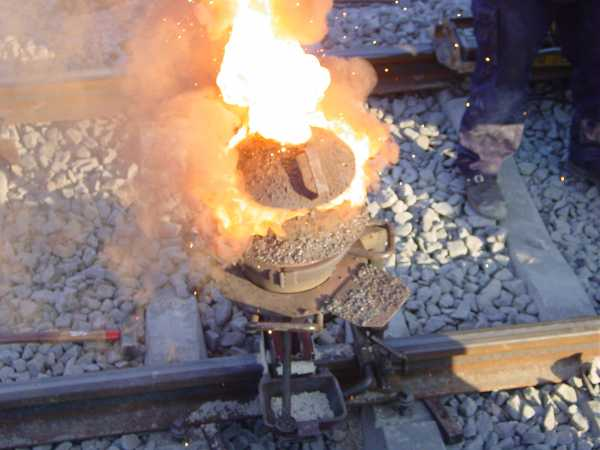
鉄道溶接におけるテルミット反応。この反応の進行後まもなく、溶融鉄がレールの隙間周囲に設けられた鋳型に流れ込む。

化学反応は化学工学の中心的な役割を担っており、石油、鉱石、空気中の酸素などの天然原料から新しい化合物を合成するために利用されている。反応をできるだけ効率的に行い、収率を最大化し、試薬やエネルギー投入量、および廃棄物を最小限に抑えることが重要である。触媒は、反応に必要なエネルギーを削減し、反応速度を増加させるのに特に有用である。
また、個別用途に特化した反応もある。たとえば、テルミット反応は、花火や溶接において光や熱を発生するために使用される。テルミット反応は、一般的な酸素-ガス溶接、アーク溶接、フラッシュ溶接よりも制御が難しいが、はるかに少ない設備で済むため、特に遠隔地でのレール補修に依然として利用されている。

## 監視
化学反応を監視するための仕組みは、反応速度に大きく依存する。比較的遅い反応では、その場で個々の成分の濃度や性質を分析することができる。リアルタイム分析の重要なツールとして、pH測定、光吸収分析（色）、および発光スペクトル分析がある。利用できる施設が限られるが、かなり効率的な方法として、反応に放射性同位元素を導入し、その変化を時間経過とともに監視し、移動先を特定する方法がある。この方法は、人体内の物質の再分布を分析するためによく用いられる。より速い反応の場合は、通常、フェムト秒レーザーを応用した超高速レーザー分光法を用いて研究されており、フェムト秒という短い時間単位で起こる短寿命の遷移状態を監視することができる。

## 参照項目
- 化学反応式 - 化学反応の記号的表現
- 化学反応
  - 基質 (化学) - 化学反応が起こる対象物
  - 試薬 - 化学反応を引き起こすために系に添加される物質
  - 触媒 - 化学反応の速度を上昇させる添加される物質
  - 生成物 - 化学反応によって生成された化学種
- 化学反応モデル（英語版） - 化学反応の数学的モデリング
- 化学者 - 化学の研究を専門とする科学者
- 化学 - 物質の性質と挙動を科学的に研究する学問
- 燃焼 - 燃料と酸素との間の化学反応
- 制限反応物（英語版） - 化学反応が完了した際に完全に消費される化学反応物
- 化学反応の一覧
- 物質収支 - 物理系への物質の流入と流出の分析
- 微視的可逆性（英語版） - 粒子や場に関する微視的な動力学
- 有機反応 - 有機化学物が関与する化学反応
- 反応進行速度解析（英語版） - 化学反応の速度を決定し、その機構を解明するための手法
- 可逆反応 - 生成物が再び反応して元の反応物を生成する化学反応

## 参考書目
- 日本語
  - P. W. Atkins, J. de Paula 著、中野 元裕, 上田 貴洋, 奥村 光隆, 北河 康隆 訳『アトキンス 物理化学（上） 第10版』東京化学同人、2017年3月13日。ISBN 9784807909087。
  - P. W. Atkins, J. de Paula 著、中野 元裕, 上田 貴洋, 奥村 光隆, 北河 康隆 訳『アトキンス 物理化学（下） 第10版』東京化学同人、2017年9月1日。ISBN 9784807909094。
  - J. McMurry, R. C. Fay 著、荻野 博, 山本 学, 大野 公一 訳『マクマリー　一般化学（上）』東京化学同人、2010年11月24日。ISBN 9784807907427。
  - J. McMurry, R. C. Fay 著、荻野 博, 山本 学, 大野 公一 訳『マクマリー　一般化学（下）』東京化学同人、2011年2月23日。ISBN 9784807907434。
- 英語
  - Atkins, Peter W.; Julio de Paula (2006). Physical Chemistry (4th ed.). Weinheim: Wiley-VCH. ISBN 978-3-527-31546-8
  - Wiberg, Egon, Wiberg, Nils and Holleman, Arnold Frederick (2001). Inorganic chemistry. Academic Press. ISBN 978-0-12-352651-9
  - “Chemical Action” . Encyclopædia Britannica (英語). Vol. 6 (11th ed.). 1911. pp. 26–33.
- ドイツ語
  - Brock, William H. (1997) (ドイツ語). Viewegs Geschichte der Chemie. Braunschweig: Vieweg. ISBN 978-3-540-67033-9
  - Brückner, Reinhard (2004) (ドイツ語). Reaktionsmechanismen (3rd ed.). München: Spektrum Akademischer Verlag. ISBN 978-3-8274-1579-0